# Folklore de la zone mondiale
Pour les articles homonymes, voir FZM.
Folklore de la zone mondiale (FZM) est un label indépendant français de rock alternatif et punk rock, basé à Paris et à Lyon, en Rhône-Alpes. Il est fondé en 2003 par le groupe Bérurier noir.

## Histoire
Les prémices du label remontent à 1987 lorsque Bérurier Noir décide de faire apparaître sur son album Abracadaboum le logo d’un label fictif nommé Folklore de la zone mondiale plutôt que le logo de son label de l’époque, Bondage Records. Premières embrouilles, premières envies de concrétiser leur désir d'indépendance. Le logo du Folklore de la zone mondiale (FZM) continuera d'apparaitre sur les productions suivantes du groupe (jusqu'en 1989) malgré le fait qu'à l'époque FZM n’ait aucune existence véritable. 
FZM renaît véritablement en 2003 lorsque les membres de Bérurier Noir se réunissent pour travailler sur la conception du DVD Même pas mort. Cette réunification du groupe sur un projet commun et la reformation temporaire qui s’ensuivra vont amener Bérurier Noir à vouloir fonder son propre label et à donner ainsi une existence concrète au Folklore de la zone mondiale. Le label produit de nombreux disques entre 2004 et 2007, mais ne rencontre pas d'écho suffisant au niveau populaire pour poursuivre son activité. Devant une situation financière difficile, les membres qui composent le label (François, Masto, Loran, PariA et Gilles) décident d'arrêter le label à la fin de l'année 2007. À partir de cette date, l'esprit du Folklore de la zone mondiale continue d'être propagé par Loran qui continue de produire des albums (référencés FZM) de manière associative (sous l'appellation Lorspider) et LaDistroy, une structure de distribution qui propose tout le catalogue du label à prix alternatifs, ainsi que de nombreux autres artistes/labels indépendants et auto-produits.
En octobre 2009, Folklore de la zone mondiale participe aux 20 ans de L'Usine à Genève, Suisse, organisant ainsi la Fiesta de la zone mondiale. Depuis 2013, les Archives de la Zone Mondiale ont repris une partie du catalogue du label (notamment la discographie de Bérurier Noir et Lucrate Milk) tout en continuant à rééditer d'autres groupes importants du mouvement "rock alternatif" tels que Ludwig Von 88, Parabellum, Les Cadavres...
En 2020, le graphiste punk Rémi Pépin publie un livre retraçant l'histoire du label intitulé Requiem pour un keupon.

## Groupes notables
- Bérurier noir
- Cellule X (de Poitiers)
- Ethnopaire
- Fall of Efrafa
- Hydra
- J'aurais voulu…
- Junior Cony
- Kni Crik
- La Raia
- Les Ramoneurs de menhirs
- Lucrate Milk[4]
- Mon Dragon
- Oi Polloi
- Trouz an noz
- Witch Hunt

## Discographie

### CD
- FZM001 : Bérurier noir - La Bataille de Pali-kao
- FZM002 : Bérurier noir - Macadam Massacre
- FZM003 : Bérurier noir - Concerto pour détraqués
- FZM004 : Bérurier noir - Abracadaboum
- FZM005 : Bérurier noir - Souvent fauché toujours marteau
- FZM006 : Bérurier noir - Viva Bertaga
- FZM007 : Bérurier noir - Carnaval des agités
- FZM008 : Bérurier noir - Enfoncez l'clown
- FZM009 : Bérurier noir - Même pas mort (2 formats de boitier)
- FZM010 : Ethnopaire - Animalien (CD+DVD) (FZM)
- FZM011 : Zone#1 - L'esprit de résistance (compilation ; FZM)
- FZM012 : Cellule X - X Pressions (FZM)
- FZM013 : Kni Crik - Foudre (Anthologie + inédits) (FZM)
- FZM014 : Bérurier noir - Opéra des Loups (CD+DVD) (FZM)
- FZM015 : Bérurier noir - Opéra des Loups (DVD) (FZM)
- FZM016 : Lucrate Milk - s/t (DVD) (FZM)
- FZM017 : Lucrate Milk - s/t (surnommé « la triple galette » 2CD + DVD) (FZM)
- FZM018 : Junior Cony - Peacemonger (FZM)
- FZM019 : Hydra- Le réveil du versant oublié (FZM)
- FZM020 : Guarapita - (Like a) Huele Pega (FZM / Maloka)
- FZM021 : Bérurier noir - Invisible (FZM)
- FZM022 : Calavera - À travers spleen et mascarades (FZM / Creation du Crane)
- FZM023 : Cellule X - Biz must go on (miniCD+miniDVD) (FZM)
- FZM024 : Mon dragon - Karassu Tengo No Kodomo (FZM)
- FZM025 : La Raia - Les Dents (FZM / Guerilla Asso)
- FZM026 : Witch Hunt - Blood Red States (version européenne) (FZM / Fight For Your Mind)
- FZM027 : El Libertario - Compilation de soutien au journal libertaire Vénézuélien (FZM / Fight For Your Mind)
- FZM028 : J'Aurais Voulu - Le Feu Sacré (Lorspider / Crash Disques)
- FZM029 : Fall of Efrafa - Owsla (FZM / Fight For Your Mind)
- FZM030 : Sickness - 4 Bastards
- FZM031 : Les Ramoneurs de menhirs - Dans an diaoul (Lorspider / Du Man Du Hont)
- FZM032 : Attentat Sonore - Syndrome de Stockholm (Lorspider / Raoul Prod)
- FZM033 : Les Ramoneurs de menhirs - Amzer an Dispach (Lorspider / Du Man Du Hont)
- FZM034 : In Spirit of Total Resistance - Compilation de soutien à Leonard Peltier (Lorspider / Mass Prod)
- FZM035 : Trouz An Noz - s/t (Lorspider)
- FZM036 : Familha Artús - Drac (Lorspider)
- FZM037 : Ethnopaire - Marathon Dog (Lorspider)

### Lives
- FZMLIV001 : Roland Cros - Ta rage n'est pas perdue
- FZMLIV002 : Arno Rudeboy - Nyark Nyark

### LP
- FZMLP01 : Bérurier noir - Chants des meutes (live à Québec)
- FZMLP02 : Bérurier noir - Nada (1er tirage vinyle blanc strié noir - repressages vinyle noir)
- FZMLP03 : Bérurier noir - Macadam Massacre (+ poster ; 1er tirage vinyle gris - repressages vinyle noir[5])
- FZMLP04 : Witch Hunt - Blood Red States (version européenne) (FZM / Fight for Your Mind)
- FZMLP05 : Bérurier noir - Invisible (FZM)
- FZMLP06 : Mon Dragon - Karassu Tengo No Kodomo (FZM)
- FZMLP07 : La Raia - Les Dents (FZM / Guerilla Asso)
- FZMLP08 : Oi Polloi - Ar Ceol's Ar Canan Ar-a-mach' (FZM / Canard Musique)
- FZMLP09 : J'aurais voulu… - Le Feu sacré (Lorspider / Crash Disques)
- FZMLP10 : Bérurier noir - Concerto pour détraqués (1er tirage vinyle orange - repressages vinyl noir)
- FZMLP11 : Les Ramoneurs de menhirs - Dans An Diaoul (LaDistroy)
- FZMLP12 : Attentat Sonore - Syndrome de Stockholm (Lorspider / Raoul Prod)
- FZMLP13 : Blackfire - Anthology of Resistance (Lorspider)
- FZMLP14 : Familha Artús - Drac (Lorspider)
- FZMLP15 : Le C(r)adeau de la Beruse - Compilation hommage à Philippe (LaDistroy)
- FZMLP16 : Les Ramoneurs de menhirs - Amzer An Dispach (Contre-Choc / Piketos)